# Joe Martin Stage Race
La Joe Martin Stage Race è una corsa a tappe maschile e femminile di ciclismo su strada che si disputa ogni anno a Fayetteville, in Arkansas, Stati Uniti. Dal 2015 la gara maschile è inserita nel calendario dell'UCI America Tour come prova di classe 2.2 e quella femminile nel calendario internazionale UCI come prova di classe 2.2.

## Storia
La prima edizione della gara risale al 1978, con il nome di Fayetteville Spring Classic. Nel 1989 fu ribattezzata Joe Martin Stage Race in onore del direttore di corsa Joe Martin, morto l'anno prima per cancro. Nel 2015 la corsa è entrata a far parte del calendario dell'UCI America Tour, come prova di classe 2.2. Rory Sutherland detiene il record di successi in classifica generale, con tre vittorie consecutive dal 2007 al 2009.
La gara femminile si svolge a partire dal 1996, e il record di vittorie è di Lynn Gaggioli, con quattro trionfi consecutivi dal 2002 al 2005. Nel 2015 è diventata gara internazionale, con l'inclusione nel calendario UCI come prova di classe 2.2.

## Albo d'oro

### Gara maschile
Aggiornato all'edizione 2023.
| Anno | Vincitore                             | Secondo                               | Terzo                                 |
| ---- | ------------------------------------- | ------------------------------------- | ------------------------------------- |
| 1996 | Thurlow Rogers                        |                                       |                                       |
| 1997 | Kevin Ross                            |                                       |                                       |
| 1998 | Shane Thellman                        |                                       |                                       |
| 1999 | John Matthews                         |                                       |                                       |
| 2000 | Erin Hartwell                         |                                       |                                       |
| 2001 | Steven Cate                           |                                       |                                       |
| 2002 | Gustavo Carrillo                      |                                       |                                       |
| 2003 | Jason McCartney                       | Eric Wohlberg                         | Ben Brooks                            |
| 2004 | Adam Bergman                          | Peter Fairbanks                       | Ben Brooks                            |
| 2005 | Scott Moninger                        | Karl Menzies                          | Ben Brooks                            |
| 2006 | Gordon Fraser                         | Ivan Stević                           | Scott Moninger                        |
| 2007 | Rory Sutherland                       | Ivan Stević                           | Chris Baldwin                         |
| 2008 | Rory Sutherland                       | Anthony Colby                         | Bernard Van Ulden                     |
| 2009 | Rory Sutherland                       | Ben Jacques-Maynes                    | Jeremy Vennell                        |
| 2010 | Luis Amarán                           | Ben Jacques-Maynes                    | Jeremy Vennell                        |
| 2011 | Frank Pipp                            | Jeremy Vennell                        | César Grajales                        |
| 2012 | Francisco Mancebo                     | Shawn Milne                           | César Grajales                        |
| 2013 | Chad Haga                             | Francisco Mancebo                     | Julian Kyer                           |
| 2014 | Ian Crane                             | Ryan Roth                             | Ben Jacques-Maynes                    |
| 2015 | John Murphy                           | Gregory Brenes                        | Robinson Chalapud                     |
| 2016 | Neilson Powless                       | Nigel Ellsay                          | Janier Acevedo                        |
| 2017 | Robin Carpenter                       | Adam De Vos                           | Gavin Mannion                         |
| 2018 | Rubén Companioni                      | Brendan Rhim                          | Lionel Mawditt                        |
| 2019 | Stephen Bassett                       | James Piccoli                         | Alex Hoehn                            |
| 2020 | annullata per la Pandemia di COVID-19 | annullata per la Pandemia di COVID-19 | annullata per la Pandemia di COVID-19 |
| 2021 | Tyler Williams                        | Gage Hecht                            | Óscar Sevilla                         |
| 2022 | Jonathan Clarke                       | Noah Granigan                         | Tyler Stites                          |
| 2023 | Riley Sheehan                         | Miguel Ángel López                    | Tyler Stites                          |

### Gara femminile
Aggiornato all'edizione 2023.
| Anno | Vincitrice                            | Seconda                               | Terza                                 |
| ---- | ------------------------------------- | ------------------------------------- | ------------------------------------- |
| 1996 | Julie Hudetz                          |                                       |                                       |
| 1997 | Catherine Wahlberg                    |                                       |                                       |
| 1998 | Lisa Klein                            |                                       |                                       |
| 1999 | Andrea Ratkovic-Bowman                |                                       |                                       |
| 2000 | Lary McLauvin                         |                                       |                                       |
| 2001 | Anke Erlank                           |                                       |                                       |
| 2002 | Lynn Brotzman                         |                                       |                                       |
| 2003 | Lynn Gaggioli                         | Susan Palmer-Komar                    | Amy Moore                             |
| 2004 | Lynn Gaggioli                         | Kori Seehafer                         | Katrina Berger                        |
| 2005 | Lynn Gaggioli                         | Grace Fleury                          | Chrissy Ruiter                        |
| 2006 | Erinne Willock                        | Alisha Lion                           | Dotsie Bausch                         |
| 2007 | Katherine Carroll                     | Alexandra Wrubleski                   | Katheryn Curi                         |
| 2008 | Robin Farina                          | Cath Cheatley                         | Laura Van Gilder                      |
| 2009 | Alison Powers                         | Katheryn Curi                         | Katharine Carroll                     |
| 2010 | Alison Powers                         | Katheryn Curi                         | Amanda Miller                         |
| 2011 | Janet Holcomb                         | Megan Guarnier                        | Lex Albrecht                          |
| 2012 | Jade Wilcoxson                        | Carmen Small                          | Kathryn Donovan                       |
| 2013 | Claudia Häusler                       | Alison Powers                         | Lauren Stephens                       |
| 2014 | Lauren Stephens                       | Laura Brown                           | Joanne Kiesanowski                    |
| 2015 | Lauren Stephens                       | Scotti Wilborne                       | Amber Neben                           |
| 2016 | Coryn Rivera                          | Linda Villumsen                       | Lauren Stephens                       |
| 2017 | Ruth Winder                           | Lauren Stephens                       | Claire Rose                           |
| 2018 | Katherine Hall                        | Sara Bergen                           | Leah Thomas                           |
| 2019 | Chloé Dygert                          | Shannon Malseed                       | Sara Bergen                           |
| 2020 | annullata per la Pandemia di COVID-19 | annullata per la Pandemia di COVID-19 | annullata per la Pandemia di COVID-19 |
| 2021 | Skylar Schneider                      | Veronica Ewers                        | Heidi Franz                           |
| 2022 | Emma Langley                          | Heidi Franz                           | Austin Killips                        |
| 2023 | Lauren Stephens                       | Emily Ehrlich                         | Emilie Fortin                         |